# Адвокатська етика
Адвока́тська е́тика (етика адвоката) — приписувана корпоративними правилами належна поведінка адвоката у тих випадках, коли правові норми не встановлюють для нього конкретних правил поведінки.
Адвокатська етика — складова частина юридичної етики.
Адвокат при здійсненні своєї професійної діяльності виступає носієм обов'язків, іноді суперечливих, по відношенню до:
— клієнтів;
— судів та інших державних органів;
— адвокатури в цілому та окремих адвокатів;
— суспільства в цілому.
Надзвичайна важливість функціонального навантаження адвокатури вимагає від адвокатів слідування високим етичним стандартам поведінки; водночас специфіка обов'язків, що лежать на адвокатурі, обумовлюють необхідність збалансування служіння адвоката інтересам окремого клієнта з інтересами суспільства в цілому, дотриманням принципів законності і верховенства права.
Вироблення адвокатурою і дотримання адвокатами особливих деонтологічних вимог і правил — необхідна наріжна передумова повноцінного функціонування адвокатури, виконання нею її важливої соціальної ролі в демократичному суспільстві.